# أنداب جديد (قشلاق أهر)
أنداب جديد (بالفارسية: انداب جدید) هي منطقة سكنية تقع في إيران في قسم قشلاق الریفي. يقدر عدد سكانها بـ 72 نسمة .